# Adelopora moseleyi
Adelopora moseleyi är en nässeldjursart som beskrevs av Stephen D. Cairns 1991. Adelopora moseleyi ingår i släktet Adelopora och familjen Stylasteridae. Inga underarter finns listade i Catalogue of Life.